# František Osvald Stein
František Osvald Stein (20. červen 1923, Praha – 20. července 1991, Kodaň) byl letec RAF z druhé světové války, politický vězeň komunistického režimu a novinář.

## Život
Narodil se v Praze jako druhý syn v rodině lékaře, dětství strávil v Teplicích, kde studoval na gymnáziu. Těsně před okupaci jej rodiče i s bratrem Janem svěřili Nicolasi Wintonovi, s jehož pomocí spolu s dalšími židovskými dětmi odjel do Anglie. Zde pokračoval ve studiu, ale maturitu složil externě až v roce 1944, již v uniformě příslušníka 311. čs. bombardovací perutě RAF.
Z 669 „Wintonových dětí“ jich do československého vojska v exilu vstoupilo plných 61. Jako mechanik sloužil František Osvald u britského královského letectva od prosince 1942 do porážky nacismu, jeho starší bratr se účastnil bojů jako pilot. Po válce, během níž Františková matka zahynula v koncentračním táboře, navázal František Osvald Stein v Praze na svá studia na londýnské univerzitě a po absolutoriu v oboru filozofie a angličtina na Karlově univerzitě působil jako překladatel.
Poté, co se jeho bratrovi zdařil útěk za železnou oponu a začal pracovat v rádiu svobodná Evropa, se StB snažila Františka donutit, aby ho přiměl k návratu. Když odmítl, byl roku 1953 zatčen a ve vykonstruovaném procesu odsouzen. Z vězení se dostal po 6 letech. Pracoval pak jako stavební dělník, roku 1963 se mu podařilo emigrovat do Dánska. Rychle si tu osvojil jazyk a pod jménem Frank Osvald psal pro deníky zahraničně politické komentáře se zvláštním zaměřením na židovská témata, soudobé dějiny, rasismus. Zároveň úspěšně působil v dánské televizi i rozhlase.
Roku 1969 vydal knihu Bitva o Československo – Od Novotného po Husáka.
František Osvald Stein zemřel v létě 1991 v Kodani a zde je i pohřben.